# Borophaginae
Borophaginae (лат., от др.-греч. βορός φάγος, буквально: прожорливый едок) — подсемейство вымерших псовых. Жили с олигоцена по ранний плейстоцен (около 34—2 млн лет назад).

## Описание
Представители подсемейства Borophaginae типичные псовые, были длиной 1,5 м, высотой меньше 1 м. Зубная формула для верхней челюсти была I1 I2 I3 C1 P1 P2 P3 P4 M1 M2, и для нижней i1 i2 i3 c1 p1 p2 p3 p4 m1 m2 m3. На верхних резцах имеются боковые бугорки. Премоляры прочнее, чем у Caninae, с дополнительными бугорками.

## Классификация
По данным сайта Paleobiology Database, на декабрь 2021 года в подсемейство включают следующие вымершие роды:
- Триба Borophagini Simpson, 1945
  - Aelurodon Leidy, 1858
  - Borophagus Cope, 1892
  - Carpocyon Webb, 1969
  - Cormocyon Wang & Tedford, 1992
  - Cynarctus Matthew, 1902
  - Desmocyon Wang et al., 1999
  - Epicyon Leidy, 1858
  - Euoplocyon Matthew, 1924
  - Metatomarctus Wang et al., 1999
  - Microtomarctus Wang et al., 1999
  - Paracynarctus Wang et al., 1999
  - Paratomarctus Wang et al., 1999
  - Protepicyon Wang et al., 1999
  - Protomarctus Wang et al., 1999
  - Psalidocyon Wang et al., 1999
  - Tephrocyon Merriam, 1906
- Триба Phlaocyonini Wang et al., 1999
  - Cynarctoides McGrew, 1938
  - Phlaocyon Matthew, 1899
- Роды incertae sedis
  - Archaeocyon Wang et al., 1999
  - Otarocyon Wang et al., 1999
  - Oxetocyon Green, 1954
  - Rhizocyon Wang et al., 1999
  - Tomarctus Cope, 1873

## Эволюция

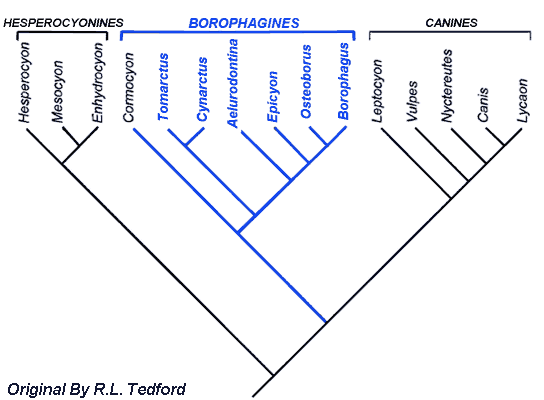
Филогения

Borophaginae произошли от другого подсемейства — Hesperocyoninae. Одним из первых в подсемействе был род Archaeocyon размером с лису. Его остатки были найдены на западе Северной Америки. Позже представители подсемейства разделились на несколько групп. В дальнейшем они эволюционировали и увеличились.